# Leichtathletik-Weltmeisterschaften 2023/Teilnehmer (Grenada)
| Goldmedaillen | Silbermedaillen | Bronzemedaillen |
| ------------- | --------------- | --------------- |
| –             | –               | 1               |

Der Leichtathletikverband von Grenada nahm an den Leichtathletik-Weltmeisterschaften 2023 in Budapest teil. Eine Athletin und drei Athleten wurden vom grenadischen Verband nominiert.

## Medaillengewinner
| Medaille | Athletin      | Disziplin |
| -------- | ------------- | --------- |
| Bronze   | Lindon Victor | Zehnkampf |

## Ergebnisse

### Männer

#### Laufdisziplinen
| Athlet       | Disziplin | Vorlauf | Vorlauf | Halbfinale | Halbfinale | Finale | Finale |
| Athlet       | Disziplin | Zeit    | Platz   | Zeit       | Platz      | Zeit   | Platz  |
| ------------ | --------- | ------- | ------- | ---------- | ---------- | ------ | ------ |
| Kirani James | 400 m     | 44,91 s | 01      | 44,58 s    | 02         | DQ     | DQ     |

#### Sprung/Wurf
| Athlet          | Disziplin | Qualifikation | Qualifikation | Finale     | Finale |
| Athlet          | Disziplin | Weite/Höhe    | Platz         | Weite/Höhe | Platz  |
| --------------- | --------- | ------------- | ------------- | ---------- | ------ |
| Anderson Peters | Speerwurf | 78,49 m       | 16            | DNQ        | DNQ    |

#### Zehnkampf
| Athlet        | Disziplin | 100 m      | Weitsprung | Kugelstoßen | Hochsprung | 400 m      | 110 m Hürden | Diskuswurf  | Stabhochsprung | Speerwurf  | 1500 m         | Punkte  | Platz  |
| ------------- | --------- | ---------- | ---------- | ----------- | ---------- | ---------- | ------------ | ----------- | -------------- | ---------- | -------------- | ------- | ------ |
| Lindon Victor | Ergebnis  | 10,60 s SB | 7,55 m SB  | 15,94 m     | 2,05 m SB  | 48,05 s PB | 14,47 s PB   | 54,97 m CDB | 4,80 m         | 68,05 m SB | 4:39,67 min PB | 8756 NR | Bronze |
| Lindon Victor | Punkte    | 952        | 947        | 848         | 822        | 907        | 915          | 974         | 849            | 860        | 682            | 8756 NR | Bronze |

### Frauen

#### Laufdisziplinen
| Athletin      | Disziplin | Vorlauf    | Vorlauf | Halbfinale | Halbfinale | Finale | Finale |
| Athletin      | Disziplin | Zeit       | Platz   | Zeit       | Platz      | Zeit   | Platz  |
| ------------- | --------- | ---------- | ------- | ---------- | ---------- | ------ | ------ |
| Halle Hazzard | 100 m     | 11,34 s SB | 05      | DNQ        | DNQ        | –      | –      |